# Flipper (együttes)
A Flipper népszerű punk együttes, 1979-ben alakult meg San Franciscóban. Karrierjük későbbi szakaszában azonban áttértek a rock különböző műfajaira, például noise rock, experimental rock, lo-fi. Pályafutásuk alatt négy nagylemezt jelentettek meg. A zenekar a punk legelső képviselői közé tartozott. Több később megalakuló együttesre is nagy hatással voltak. Karrierjük alatt többször is feloszlottak: először 1979-től 1987-ig tevékenykedtek, majd 1990-től 1993-ig, végül 2005-től napjainkig.

## Tagok
- Ted Falconi, Steve DePace, Bruno DeSmartass, David Yow.

## Diszkográfia
- Album - Generic Flipper (1982)
- Gone Fishin' (1984)
- American Grafishy (1993)
- Love (2009)